# Blok jednorodzinny
Blok jednorodzinny – żartobliwe określenie eksperymentalnego domu jednorodzinnego z wielkiej płyty, stojącego w latach 1972-2016 na terenie Leśnego Parku Kultury i Wypoczynku w Myślęcinku w Bydgoszczy. Zdjęcie budynku wykorzystano jako mem internetowy.

## Historia
Budynek powstał w 1972 r. jako jeden z 21 nowoczesnych pawilonów wzniesionych na potrzeby wystawy rolniczej z okazji Dożynek Centralnych. Stawiało je Zjednoczenie Budownictwa Rolniczego razem z ekipami budowlanymi Wojewódzkiego Zjednoczenia PGR oraz Gminnych Spółdzielni „Samopomoc Chłopska”. Obchody dożynek trwały od 1 do 10 września 1972 r. W dniu głównych obchodów, 3 września, wystawę odwiedzili I sekretarz KC PZPR Edward Gierek, przewodniczący Rady Państwa Henryk Jabłoński i premier Piotr Jaroszewicz. Wykonany z prefabrykatów parterowy dom pokazywał możliwości zastosowania technologii wielkopłytowej w wiejskim budownictwie jednorodzinnym. Prezentował również standard bloków wielorodzinnych na rozpoczynanych w tym czasie przez Bydgoski Kombinat Budowlany „Wschód” budowach dużych osiedli mieszkaniowych Bydgoszczy, m.in. na Szwederowie, Wyżynach, Wzgórzu Wolności czy w Fordonie. Budynek planowany był jako tymczasowy i nie posiadał ogrzewania. Po dożynkach przeznaczono go m.in. na zaplecze dla obsługi targów i pomieszczenia socjalne dla osób odpracowujących w Myślęcinku kary nałożone przez sąd. Zaniedbany budynek został wyburzony 8 marca 2016 r. po interwencji dziennikarzy i mieszkańców Bydgoszczy. Prace rozbiórkowe kosztowały ok. 40 tys. zł.

## Mem internetowy
Zdjęcie budynku z podpisem „Blok jednorodzinny” lub pytaniem „Mieszkasz w bloku czy w domu?” i odpowiedzią „Tak.” zyskało na popularności jako mem internetowy odnoszący się do absurdów budownictwa z okresu PRL. Powstała również fikcyjna wersja historii domu, według której wybudowali go janusz i grażyna, którzy załatwili tanio kilka wielkich płyt ukradzionych z budowy osiedla mieszkaniowego.